# Llista de gèneres de tomísids

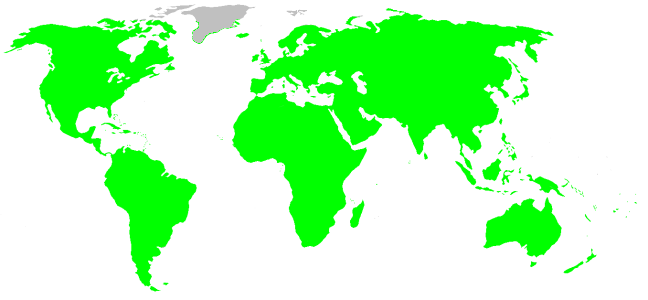
Distribució dels tomísids

Aquesta llista de gèneres de tomísids es basa en la informació recollida fins al 28 de novembre de 2006. Són 170 gèneres i 2.026 espècies citades. La categorització en subfamílies segueix les propostes de Joel Hallan en el seu Biology Catalog.

## Subfamílies i gèneres

### Aphantochilinae
- Aphantochilus O. P.-Cambridge, 1870
- Bucranium O. P.-Cambridge, 1881
- Majellula Strand, 1932

### Bominae
Ono, 1984
- Avelis Simon, 1895
- Boliscodes Simon, 1909
- Boliscus Thorell, 1891
- Bomis L. Koch, 1874
- Corynethrix L. Koch, 1876
- Felsina Simon, 1895
- Holopelus Simon, 1886
- Parabomis Kulczyn'ski, 1901
- Thomisops Karsch, 1879

### Dietinae
- Alcimochthes Simon, 1885
- Amyciaea Simon, 1885
- Apyretina Strand, 1929
- Bassaniodes Pocock, 1903
- Cetratus Kulczyn'ski, 1911
- Dietopsa Strand, 1932
- Diplotychus Simon, 1903
- Domatha Simon, 1895
- Emplesiogonus Simon, 1903
- Hewittia Lessert, 1928
- Lampertia Strand, 1907
- Loxobates Thorell, 1877
- Lycopus Thorell, 1895
- Musaeus Thorell, 1890
- Mystaria Simon, 1895
- Nyctimus Thorell, 1877
- Ostanes Simon, 1895
- Oxytate L. Koch, 1878
- Paramystaria Lessert, 1919
- Pasias Simon, 1895
- Pasiasula Roewer, 1942
- Peritraeus Simon, 1895
- Phaenopoma Simon, 1895
- Plastonomus Simon, 1903
- Pseudamyciaea Simon, 1905
- Pseudoporrhopis Simon, 1886
- Scopticus Simon, 1895
- Sylligma Simon, 1895
- Tagulinus Simon, 1902
- Tagulis Simon, 1895
- Zametopias Thorell, 1892
- Zametopina Simon, 1909

### Stephanopinae
- Angaeus Thorell, 1881
- Ascurisoma Strand, 1928
- Borboropactus Simon, 1884
- Cebrenninus Simon, 1887
- Coenypha Simon, 1895
- Cupa Strand, 1906
- Ebrechtella Dahl, 1907
- Epicadinus Simon, 1895
- Epicadus Simon, 1895
- Epidius Thorell, 1877
- Erissoides Mello-Leitão, 1929
- Erissus Simon, 1895
- Geraesta Simon, 1889
- Haedanula Caporiacco, 1941
- Hedana L. Koch, 1874
- Iphoctesis Simon, 1903
- Isala L. Koch, 1876
- Isaloides F. O. P.-Cambridge, 1900
- Onocolus Simon, 1895
- Parastephanops F. O. P.-Cambridge, 1900
- Pharta Thorell, 1891
- Phrynarachne Thorell, 1869
- Pothaeus Thorell, 1895
- Prepotelus Simon, 1898
- Pycnaxis Simon, 1895
- Reinickella Dahl, 1907
- Rhaebobates Thorell, 1881
- Sanmenia Song & Kim, 1992
- Sidymella Strand, 1942
- Stephanopis O. P.-Cambridge, 1869
- Stephanopoides Keyserling, 1880
- Synalus Simon, 1895
- Tharrhalea L. Koch, 1875
- Tobias Simon, 1895
- Trichopagis Simon, 1886

### Stiphropodinae
- Heterogriffus Platnick, 1976
- Stiphropella Lawrence, 1952
- Stiphropus Gerstäcker, 1873

### Strophiinae
- Acracanthostoma Mello-Leitão, 1917
- Ceraarachne Keyserling, 1880
- Parastrophius Simon, 1903
- Simorcus Simon, 1895
- Strigoplus Simon, 1885
- Strophius Keyserling, 1880
- Synstrophius Mello-Leitão, 1925
- Ulocymus Simon, 1886

### Thomisinae
- Acentroscelus Simon, 1886
- Bassaniana Strand, 1928
- Bonapruncinia Benoit, 1977
- Camaricus Thorell, 1887
- Coriarachne Thorell, 1870
- Cymbacha L. Koch, 1874
- Cymbachina Bryant, 1933
- Cynathea Simon, 1895
- Cyriogonus Simon, 1886
- Deltoclita Simon, 1877
- Demogenes Simon, 1895
- Diaea Thorell, 1869
- Dimizonops Pocock, 1903
- Firmicus Simon, 1895
- Gnoerichia Dahl, 1907
- Haplotmarus Simon, 1909
- Herbessus Simon, 1903
- Heriaesynaema Caporiacco, 1939
- Heriaeus Simon, 1875
- Latifrons Kulczyn'ski, 1911
- Loxoporetes Kulczyn'ski, 1911
- Lysiteles Simon, 1895
- Martus Mello-Leitão, 1943
- Massuria Thorell, 1887
- Mecaphesa Simon, 1900
- Metadiaea Mello-Leitão, 1929
- Misumena Latreille, 1804
- Misumenoides F. O. P.-Cambridge, 1900
- Misumenops F. O. P.-Cambridge, 1900
- Monaeses Thorell, 1869
- Narcaeus Thorell, 1890
- Ocyllus Thorell, 1887
- Ozyptila Simon, 1864
- Pactactes Simon, 1895
- Pagida Simon, 1895
- Parasmodix Jézéquel, 1966
- Parasynema F. O. P.-Cambridge, 1900
- Pherecydes O. P.-Cambridge, 1883
- Philodamia Thorell, 1894
- Philogaeus Simon, 1895
- Phireza Simon, 1886
- Physoplatys Simon, 1895
- Pistius Simon, 1875
- Plancinus Simon, 1886
- Platyarachne Keyserling, 1880
- Platythomisus Doleschall, 1859
- Poecilothomisus Simon, 1895
- Porropis L. Koch, 1876
- Pyresthesis Butler, 1879
- Runcinia Simon, 1875
- Saccodomus Rainbow, 1900
- Smodicinodes Ono, 1993
- Smodicinus Simon, 1895
- Soelteria Dahl, 1907
- Synaemops Mello-Leitão, 1929
- Synema Simon, 1864
- Takachihoa Ono, 1985
- Talaus Simon, 1886
- Tharpyna L. Koch, 1874
- Thomisus Walckenaer, 1805
- Titidiops Mello-Leitão, 1929
- Titidius Simon, 1895
- Tmarus Simon, 1875
- Uraarachne Keyserling, 1880
- Wechselia Dahl, 1907
- Xysticus C. L. Koch, 1835
- Zygometis Simon, 1901

### Incertae sedis
- Ansiea Lehtinen, 2005
- Carcinarachne Schmidt, 1956
- Cozyptila Lehtinen & Marusik, 2005
- Ebelingia Lehtinen, 2005
- Facundia Petrunkevitch, 1942 † (fòssil)
- Fiducia Petrunkevitch, 1942 † (fòssil)
- Henriksenia Lehtinen, 2005
- Hexommulocymus Caporiacco, 1955
- Ledouxia Lehtinen, 2005
- Mastira Thorell, 1891
- Megapyge Caporiacco, 1947
- Modysticus Gertsch, 1953
- Rejanellus Lise, 2005
- Syphax Koch & Berendt, 1854 † (fòssil)
- Tarrocanus Simon, 1895
- Taypaliito Barrion & Litsinger, 1995